# Powszechny Zakład Ubezpieczeń
Powszechny Zakład Ubezpieczeń Spółka Akcyjna (PZU) – przedsiębiorstwo ubezpieczeniowe działające w Polsce, wykonujące działalność ubezpieczeniową w formie spółki akcyjnej.
W 1998 rozpoczęła się prywatyzacja, zaś w styczniu 2005 ze względu na poważne nieprawidłowości w jej przebiegu, Sejm powołał komisję śledczą do zbadania prywatyzacji PZU.
Siedziba spółki mieści się w biurowcu Generation Park przy rondzie Ignacego Daszyńskiego 4 w Warszawie.

## Historia

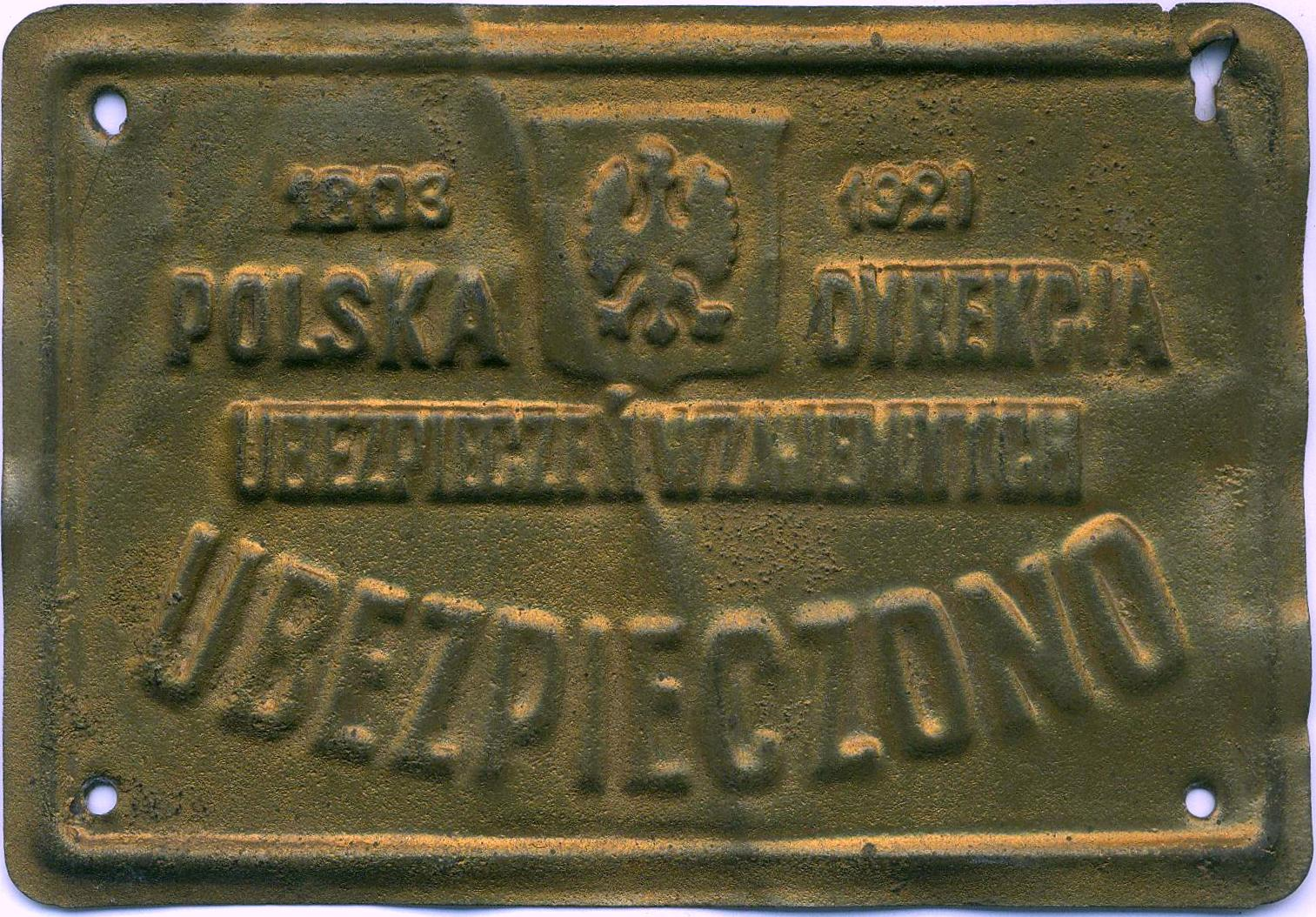
Do 1927 – Polska Dyrekcja Ubezpieczeń Wzajemnych (tablica wieszana na obiektach ubezpieczonych przez Polską Dyrekcję Ubezpieczeń Wzajemnych)

Jego tradycje sięgają roku 1803, zaś działalność rozpoczyna się w 1921 wraz z powołaniem Polskiej Dyrekcji Ubezpieczeń Wzajemnych.

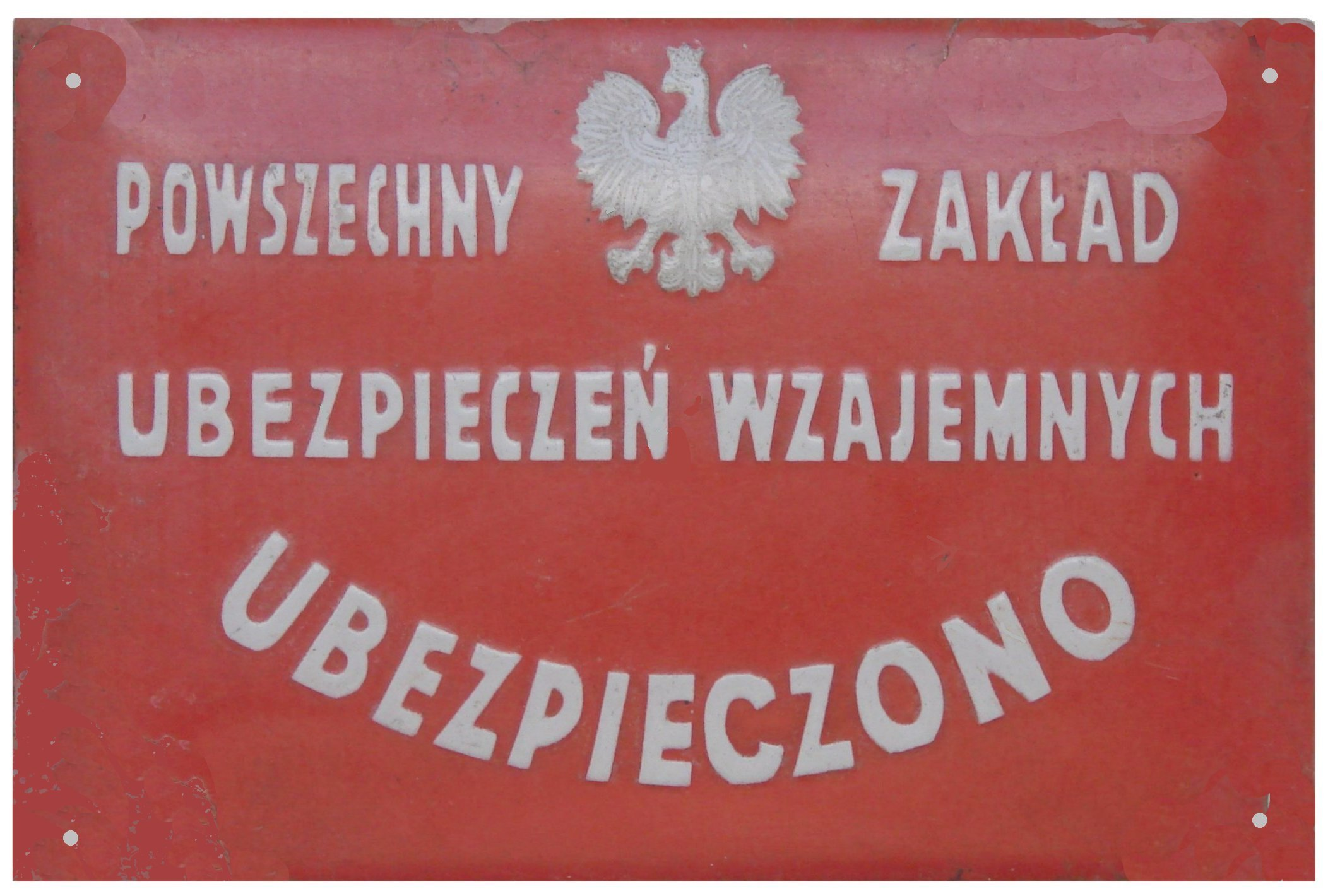
W latach 1927–1952 – Powszechny Zakład Ubezpieczeń Wzajemnych (tablica wieszana na obiektach ubezpieczonych przez Powszechny Zakład Ubezpieczeń Wzajemnych)

W latach 1927–1952 przedsiębiorstwo działało jako Powszechny Zakład Ubezpieczeń Wzajemnych (PZUW), zaś w latach 1952–1990 jako Państwowy Zakład Ubezpieczeń (ze względu na przyznany w 1952 r. monopol, największe przedsiębiorstwo ubezpieczeniowe w kraju). W latach 1927–1947 działalność przedsiębiorstwa regulowało rozporządzenie Prezydenta Rzeczypospolitej (z mocą ustawy) z dnia 27 maja 1927 r. o przymusie ubezpieczenia od ognia i o Powszechnym Zakładzie Ubezpieczeń Wzajemnych.
W 1992 r. instytucja przekształcona została w spółkę akcyjną i podzielona na PZU SA i PZU na Życie SA.

### Prywatyzacja
Decyzję o prywatyzacji PZU podjęto w 1998 roku, wybierając jako doradcę strategicznego bank ABN Amro.
Umowa o prywatyzacji PZU została podpisana w 1999 roku z portugalsko-holenderskim konsorcjum Eureko. Rząd Jerzego Buzka sprzedał wówczas 20% akcji za kwotę 2 miliardów złotych. Równocześnie 10% akcji odsprzedano BIG Bankowi Gdańskiemu (dziś bank Millennium).
W aneksie do umowy prywatyzacyjnej podpisanym w 2001 roku przez minister skarbu państwa Aldonę Kamelę-Sowińską zawarta została klauzula sprzedaży Eureko dodatkowych 21% akcji przez Skarb Państwa. Klauzula ta do 2009 roku pozostała niezrealizowana, co stało się przyczyną konfliktu pomiędzy Eureko, posiadającym 33% akcji, a Skarbem Państwa, dysponującym 55% akcji (reszta jest w posiadaniu akcjonariuszy rozproszonych).
Strona polska, odmawiając sprzedaży akcji, zarzucała Eureko złamanie umowy, zabraniającej m.in. zakupu akcji za pieniądze z kredytu. Ostatecznie w 2002 roku Eureko złożyło wniosek do Międzynarodowego Trybunału Arbitrażowego w Londynie, zarzucając Polsce niedotrzymanie umowy prywatyzacyjnej. Pozew został złożony na podstawie bilateralnej umowy w sprawie popierania i wzajemnej ochrony inwestycji (BIT – Bilateral Investment Treaty). Według strony polskiej stanowiło to naruszenie umowy, gdyż ustalono w niej, że właściwe przy rozstrzyganiu sporów będą sądy polskie.
W 2004 roku Eureko nabyło kolejne 10% akcji, odkupując je od banku Millenium (wówczas BIG Bank Gdański). Kolejne 3% pozyskało kupując akcje pracownicze.
W 2005 roku Międzynarodowy Trybunał Arbitrażowy w Londynie wydał werdykt, że Polska odpowiedzialna jest za opóźnienie prywatyzacji PZU na szkodę Eureko. Werdykt Trybunału jako część postępowania mediacyjnego nie ma mocy prawnej wyroku sądowego.
Komisja sejmowa powołana do zbadania tej sprawy w 2005 r. zasugerowała, że umowa prywatyzacyjna jest nieważna i skierowała szereg doniesień o popełnieniu przestępstwa przez osoby odpowiedzialne za prywatyzację ze strony kolejnych rządów.
W 2006 roku minister Skarbu Państwa zarzucił bankowi ABN Amro nierzetelne wykonanie usługi doradczej podczas prywatyzacji PZU, ze względu na konflikt interesów – bank był w tym czasie powiązany kapitałowo z Eureko oraz zatrudniał jako doradcę Marka Belkę, który był równocześnie członkiem rady nadzorczej BIG Banku Gdańskiego.
W kwietniu 2008 opublikowana została analiza umowy oraz akt procesowych sporządzona przez Grzegorza Domańskiego i Marka Świątkowskiego z Katedry Prawa UW, którzy zarzucili Trybunałowi manipulację:

„Należy wyrazić rozczarowanie z powodu braku logicznego i klarownego uzasadnienia wyroku. W celu umotywowania stanowiska większości arbitrów sąd, nadużywając zaufania stron, posługuje się metodami polegającymi na świadomym urywaniu cytatów w miejscu dla siebie wygodnym, interpretowaniu fragmentów w oderwaniu od kontekstu, przemilczaniu podstawowych przesłanek odpowiedzialności państwa za naruszanie przepisów traktatu, wyciąganiu wniosków stojących w sprzeczności z własnymi stwierdzeniami, wreszcie powoływaniu się na źródła, co do których, po szczegółowej ich analizie, okazuje się, że stanowią dowód na poparcie tezy przeciwnej do głoszonej przez sąd.”

Zastrzeżenia do orzeczenia Trybunału były zgłaszane także wcześniej ze strony członków Trybunału.
1 października 2009 roku rząd zawarł ugodę ze spółką Eureko, na podstawie której holenderska spółka sprzedała większość akcji na Giełdzie Papierów Wartościowych w Warszawie. W ramach oferty publicznej PZU, przeprowadzonej 10 maja 2010 roku, Kappa S.A. (spółka celowa należąca do Eureko oraz Skarbu Państwa, utworzona na potrzeby oferty) zaoferowała akcje stanowiące 14,9 proc. kapitału zakładowego PZU, a Eureko walory stanowiące 10 proc. kapitału zakładowego spółki. Dodatkowo Skarb Państwa zaoferował papiery reprezentujące 5 proc. kapitału zakładowego PZU. Łącznie w kwietniowej ofercie Skarb Państwa i Eureko sprzedały 25 819 337 akcji serii A i B, stanowiących 29,9 proc. kapitału PZU. Oferta zakończyła się dziewięciokrotną nadsubskrypcją w transzy inwestorów instytucjonalnych. W transzy detalicznej akcje otrzymało 250 tys. inwestorów w ramach programu Akcjonariatu Obywatelskiego. Wśród inwestorów 59 proc. stanowią krajowi, a 41 proc. – zagraniczni. Wartość oferty wyniosła ok. 8,07 mld zł i była najwyższa w historii polskiego rynku kapitałowego.

## Działalność

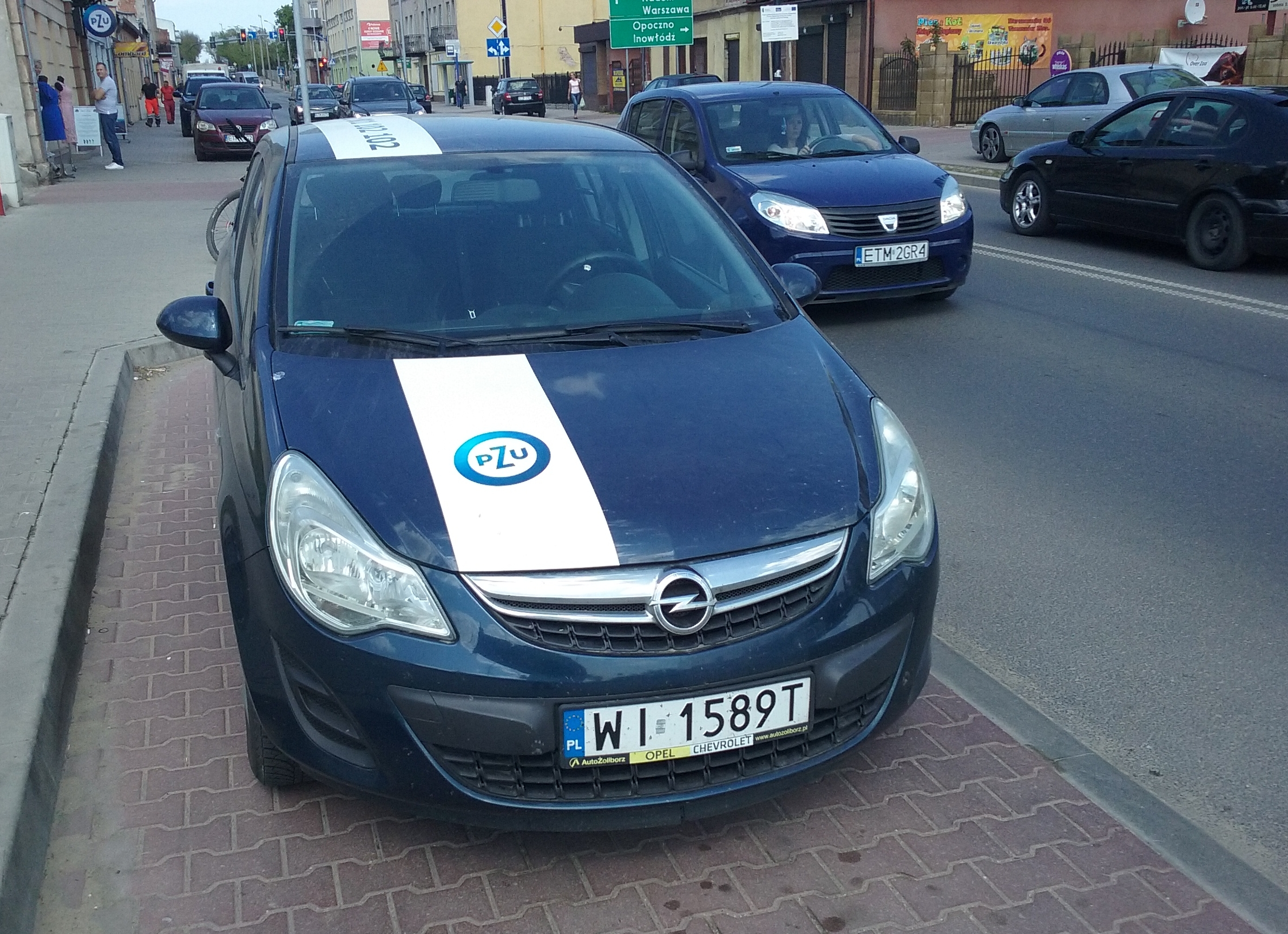
Samochód agenta PZU

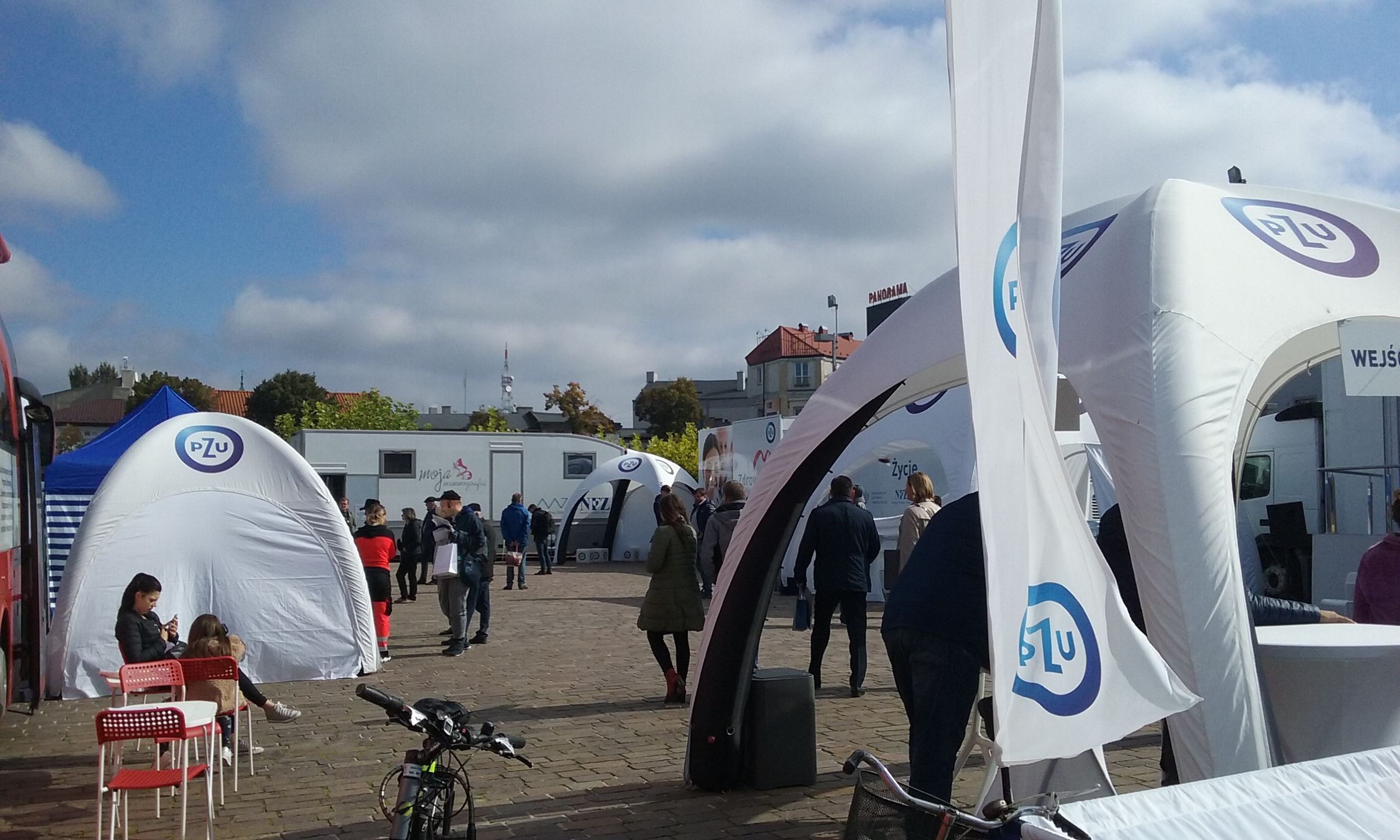
Ogólnopolska kampania społeczna „Zdrowe życie” promująca medyczne badania profilaktyczne, organizowana w 2022 roku przez PZU, Ministerstwo Zdrowia i Kancelarię Prezydenta RP. Główny plac Tomaszowa Mazowieckiego, październik 2022 roku

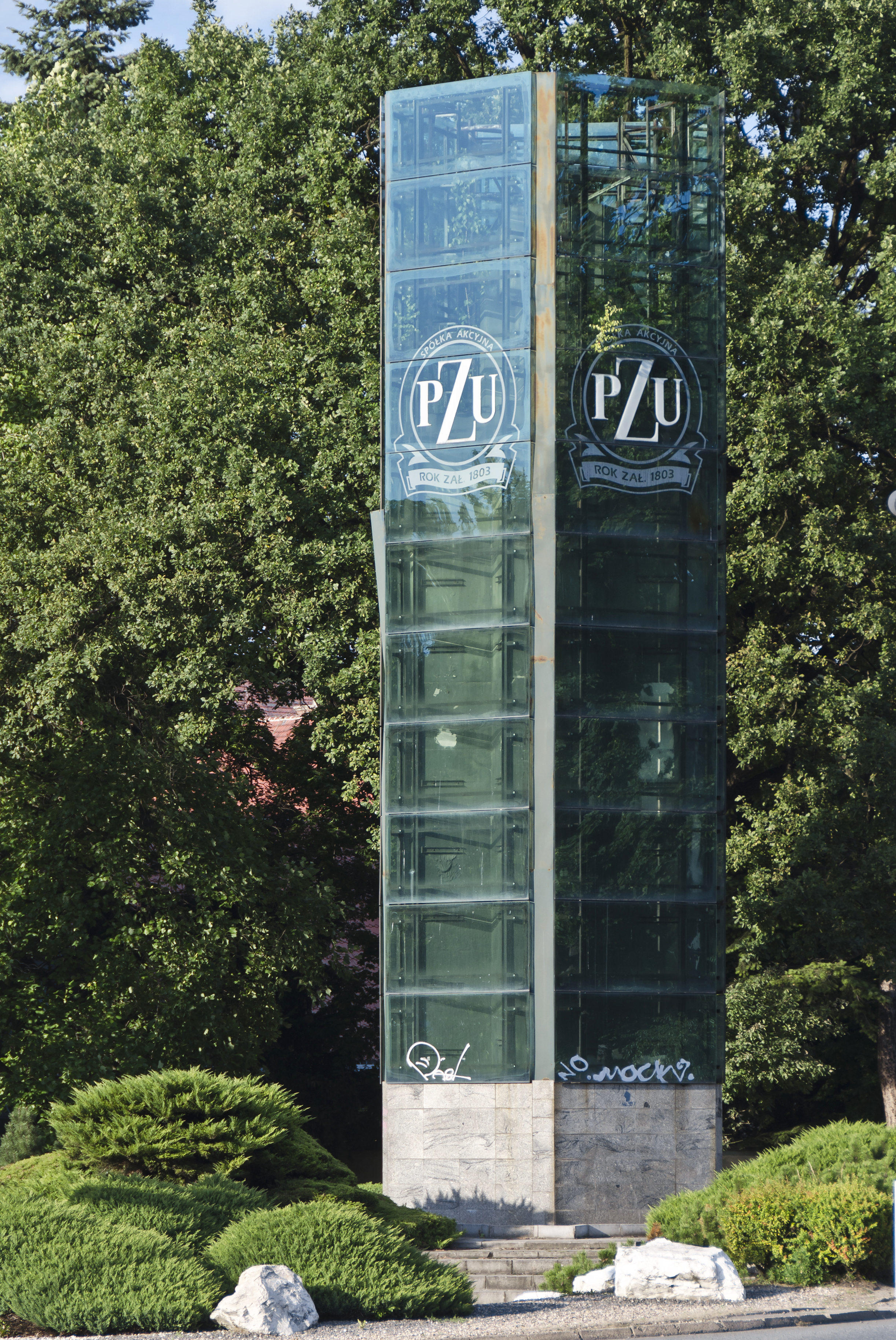
Reklama PZU w Kłodzku

Udział PZU SA w rynku ubezpieczeń majątkowych wynosi ok. 51% (na koniec 2006 r.)
Udział Grupy PZU SA w rynku ubezpieczeń majątkowych wyniósł 33,1% (raport po I kwartale 2015 r.)
W 2011 r. PZU przyznano godło „Jakość Obsługi 2011”, w ramach programu Jakość Obsługi, jako jednemu z trzech (obok Allianz i Ergo Hestia) ubezpieczycieli w Polsce.

### Grupa PZU
Do Grupy PZU wchodzi szereg spółek, w tym spółki zagraniczne. Ze względu na istotność finansową bądź pełnienie funkcji celowych, konsolidacji w ramach Grupy PZU, spółce PZU SA jako podmiotowi dominującemu podlegają:
- Powszechny Zakład Ubezpieczeń na Życie SA (KRS 0000030211) o kapitale akcyjnym: 295.000.000,00 PLN
- Powszechne Towarzystwo Emerytalne PZU SA (KRS 0000040724) o kapitale akcyjnym: 32.000.000,00 PLN
- Towarzystwo Funduszy Inwestycyjnych PZU SA (KRS 0000019102) o kapitale akcyjnym: 13.000.000,00 PLN
- PZU Zdrowie SA (KRS 0000395215) o kapitale akcyjnym: 10.650.000,00 PLN
- PZU Pomoc SA (KRS 0000326045) o kapitale akcyjnym: 3.865.000,00 PLN
- PZU Centrum Operacji SA (KRS 0000043026) o kapitale akcyjnym: 500.000,00 PLN
- PZU Tower Sp. z o.o. (KRS 0000021844)
- PZU Asset Management Sp. z o.o. (KRS 0000025441) o kapitale akcyjnym: 5.000.000,00 PLN
- Międzyzakładowe Pracownicze Towarzystwo Emerytalne PZU S.A. (KRS 0000225475)
- PZU Lietuva
- PZU Ukraine
- Ogrodowa – Inwestycje Sp. z.o.o. (KRS 0000218215)[21]
- Alior Bank SA
- Bank Polska Kasa Opieki SA
- Link4 Towarzystwo Ubezpieczeń

### Prezesi Zarządu PZU SA (od 1990)
- Anatol Adamski od 1985[22] (lub wcześniej) do 1990
- Krzysztof Jarmuszczak od 1990 do 1993
- Roman Fulneczek od 1993 do 1996
- Jan Monkiewicz od września 1996 do grudnia 1997
- Władysław Jamroży od grudnia 1997 do 2000
- Jerzy Zdrzałka od 30 czerwca 2000 do 9 stycznia 2001
- Władysław Bartoszewicz w 2001
- Marek Mroczkiewicz w 2001 (p.o.)
- Zygmunt Kostkiewicz od kwietnia 2001 do 2002
- Zdzisław Montkiewicz od 2002 do czerwca 2003
- Cezary Stypułkowski od czerwca 2003 do 2 czerwca 2006
- Piotr Kowalczewski od 2 czerwca 2006 do 8 czerwca 2006 (p.o.)
- Jaromir Netzel od 8 czerwca 2006 do 31 sierpnia 2007
- Beata Kozłowska-Chyła od 31 sierpnia 2007 do 4 września 2007 (p.o.)
- Agata Rowińska od 4 września 2007 do 14 grudnia 2007
- Andrzej Klesyk od 14 grudnia 2007 do 8 grudnia 2015
- Dariusz Krzewina od 8 grudnia 2015 do 19 stycznia 2016 (p.o.)
- Michał Krupiński od 19 stycznia 2016 do 22 marca 2017[23]
- Marcin Chludziński od 22 marca 2017 do 13 kwietnia 2017 (p.o.)
- Paweł Surówka od 13 kwietnia 2017 do 12 marca 2020
- Beata Kozłowska-Chyła od 12 marca 2020[24] do 23 lutego 2024[25]
- Anita Elżanowska od 23 lutego 2024 do 27 marca 2024 (p.o.)[26]
- Artur Olech od 3 września 2024 do stycznia 2025[27]; od 27 marca 2024 jako p.o.[26]
- Andrzej Klesyk od lipca do sierpnia 2025[28]; od stycznia 2025 jako p.o.[29]
- Tomasz Tarkowski od sierpnia 2025 (p.o.)[30]

### Akcjonariat
Spółka jest notowana na warszawskiej giełdzie od 2010 roku. Wchodzi w skład, między innymi, głównego indeksu na warszawskim parkiecie – WIG20.
Głównym akcjonariuszem PZU jest Skarb Państwa (34,1875% akcji). Reszta akcji jest rozproszona w rękach inwestorów instytucjonalnych i indywidualnych.
16 kwietnia 2010 Spółka opublikowała prospekt emisyjny. 12 maja 2010 spółka zadebiutowała na GPW. Wartość oferty publicznej PZU wyniosła ok. 8,07 mld zł i była najwyższa w historii polskiego rynku kapitałowego. Sprzedano blisko 30% akcji z puli udostępnionej przez Skarb Państwa, w tym wszystkie akcje dotąd należące do Eureko.